# Dryopteris fuscipes
Dryopteris fuscipes är en träjonväxtart som beskrevs av Carl Frederik Albert Christensen. Dryopteris fuscipes ingår i släktet Dryopteris och familjen Dryopteridaceae. Inga underarter finns listade.